# Ci, którzy przetrwają
Ci, którzy przetrwają (ang. The Survivors, 1983) – amerykańska komedia z 1983 roku, w reżyserii Michaela Ritchiego. Premiera filmu miała miejsce 22 czerwca 1983.

## Obsada
- Walter Matthau – Sony
- Robin Williams – Donald
- Jerry Reed – Jack
- John Goodman – Commando
- James Wainwright – Wes Huntley
- Kristen Vigard – Candice Paluso
- Annie McEnroe – Doreen
- Mariah Hailey – Żona Jacka
- Joseph Carberry – Detektyw Matt Burke
- Skipp Lynch – Wiley